# Česká volejbalová extraliga žen 2010/2011
Česká volejbalová extraliga žen 2010/11 (Uniqa extraliga žen)
Základní část má jen 10 týmů, protože tým VK Prostějov (loňský mistr) hrál Středoevropskou ligu a byl přímo nasazen až do čtvrtfinále. Každý s každým se utká dvakrát. Do play-off postoupí 7 nejlepších týmů.
Osmý tým po základní části se posunul na deváté místo a týmy na 9. a 10. místě hrají baráž s vítězem 1. ligy.

## Tabulka po základní části
| Poř. | Tým                          | Záp. | Výh. | Por. | Sety    | Míče        | Body |
| ---- | ---------------------------- | ---- | ---- | ---- | ------- | ----------- | ---- |
| 1.   | VK KP Brno                   | 18   | 16   | 2    | 51 : 12 | 1499 : 1193 | 34   |
| 2.   | SK UP Olomouc                | 18   | 15   | 3    | 49 : 16 | 1539 : 1234 | 33   |
| 3.   | PVK Olymp Praha              | 18   | 13   | 5    | 41 : 20 | 1438 : 1260 | 31   |
| 4.   | Volleyball club Slavia Praha | 18   | 13   | 5    | 42 : 25 | 1475 : 1425 | 31   |
| 5.   | PVK Přerov Precheza          | 18   | 10   | 8    | 37 : 31 | 1529 : 1444 | 28   |
| 6.   | TJ Sokol Frýdek-Místek       | 18   | 8    | 10   | 31 : 37 | 1472 : 1497 | 26   |
| 7.   | TJ Mittal Ostrava            | 18   | 7    | 11   | 32 : 37 | 1437 :1500  | 25   |
| 8.   | VK TU Liberec                | 18   | 4    | 14   | 16 : 49 | 1265 : 1516 | 22   |
| 9.   | TJ Sokol Šternberk           | 18   | 2    | 16   | 14 : 50 | 1225 : 1535 | 20   |
| 10.  | TJ Tatran Střešovice         | 18   | 2    | 16   | 12 : 48 | 1158 : 1433 | 20   |
|      | VK Prostějov                 | -    | -    | -    | - : –   | – : -       | -    |

## Vyřazovací boje
|  | Čtvrtfinále                  | Čtvrtfinále     |              |   | Semifinále | Semifinále |  |  | Finále | Finále |
|  |                              |                 |              |   |            |            |  |  |        |        |
|  |                              |                 |              |   |            |            |  |  |        |        |
|  | VK Prostějov                 | 3               |              |   |            |            |  |  |        |        |
|  | VK Prostějov                 | 3               |              |   |            |            |  |  |        |        |
|  | TJ Mittal Ostrava            | 0               |              |   |            |            |  |  |        |        |
|  | TJ Mittal Ostrava            | 0               | VK Prostějov | 3 |            |            |  |  |        |        |
|  |                              |                 | VK Prostějov | 3 |            |            |  |  |        |        |
|  |                              | PVK Olymp Praha | 0            |   |            |            |  |  |        |        |
|  | PVK Olymp Praha              | PVK Olymp Praha | 0            | 3 |            |            |  |  |        |        |
|  | PVK Olymp Praha              |                 |              | 3 |            |            |  |  |        |        |
|  | Volleyball club Slavia Praha | 0               |              |   |            |            |  |  |        |        |
|  | Volleyball club Slavia Praha | 0               | VK Prostějov | 3 |            |            |  |  |        |        |
|  |                              |                 | VK Prostějov | 3 |            |            |  |  |        |        |
|  |                              | SK UP Olomouc   | 0            |   |            |            |  |  |        |        |
|  | VK KP Brno                   | SK UP Olomouc   | 0            | 3 |            |            |  |  |        |        |
|  | VK KP Brno                   |                 |              | 3 |            |            |  |  |        |        |
|  | TJ Sokol Frýdek-Místek       | 0               |              |   |            |            |  |  |        |        |
|  | TJ Sokol Frýdek-Místek       | 0               | VK KP Brno   | 2 |            |            |  |  |        |        |
|  |                              |                 | VK KP Brno   | 2 |            |            |  |  |        |        |
|  |                              | SK UP Olomouc   | 3            |   |            |            |  |  |        |        |
|  | SK UP Olomouc                | SK UP Olomouc   | 3            | 3 |            |            |  |  |        |        |
|  | SK UP Olomouc                |                 |              | 3 |            |            |  |  |        |        |
|  | PVK Přerov Precheza          | 0               |              |   |            |            |  |  |        |        |
|  | PVK Přerov Precheza          | 0               |              |   |            |            |  |  |        |        |

### Čtvrtfinále
(na tři vítězství)
SK UP Olomouc 3 : 0 PVK Přerov Precheza
- 25. 3. 2011 17:00, Olomouc – Přerov 3:0 (11, 20, 12).
- 26. 3. 2011 17:00, Olomouc – Přerov 3:1 (-23, 12, 20, 16)
- 01. 4. 2011 18:00, Přerov – Olomouc 0:3 (-20,-18,-18)

VK Prostějov 3 : 0  TJ Mittal Ostrava
- 26. 3. 2011 17:00, Prostějov – Ostrava 3:0 (14, 15, 8)
- 27. 3. 2011 17:00, Prostějov – Ostrava 3:0 (8, 20, 15)
- 02. 4. 2011 17:00, Ostrava – Prostějov 1:3 (-10,20,-18,-12)

PVK Olymp Praha 3 : 0 Volleyball club Slavia Praha
- 26. 3. 2011 17:00, Olymp Praha – Slavia Praha 3:0 (24, 14, 15)
- 27. 3. 2011 17:00, Olymp Praha – Slavia Praha 3:0 (23, 16, 18)
- 02. 4. 2011 17:00, Slavia Praha – Olymp Praha 1:3 (-16,22,-19,-16)

VK KP Brno 3 : 0 TJ Sokol Frýdek-Místek
- 26. 3. 2011 18:00, Brno – Frýdek-Místek 3:2 (-29, -20, 16, 21, 14)
- 27. 3. 2011 17:00, Brno – Frýdek-Místek 3:0 (16, 21, 12)
- 02. 4. 2011 17:00, Frýdek-Místek – Brno 1:3 (23,-18,-16,-17)

### Semifinále
(na tři vítězství)
VK Prostějov 3 : 0 PVK Olymp Praha
- 08. 4. 2011, 17:00 Prostějov – Olymp Praha 3:1 (-21,15,19,12)
- 09. 4. 2011, 17:00 Prostějov – Olymp Praha 3:0 (16,22,17)
- 16. 4. 2011, 17:00 Olymp Praha – Prostějov 0:3 (-23,-26,-10)

VK KP Brno 2 : 3 SK UP Olomouc
- 09. 4. 2011, 18:00 Brno – Olomouc 3:0 (14,22,19)
- 10. 4. 2011, 18:00 Brno – Olomouc 3:1(19,17,-10,19)
- 16. 4. 2011, 19:00 Olomouc – Brno 3:0 (20,22,21)
- 17. 4. 2011, 17:00 Olomouc – Brno 3:1 (-13,26,12,14)
- 20. 4. 2011, 19:00 Brno – Olomouc 2:3 (17,15,-21,-15,-12)

### O 3. místo
(na dvě vítězství)
VK KP Brno 2 : 0 PVK Olymp Praha
- 23. 4. 2011, 18:00 Brno – Olymp 3:1 (22,-22,23,22)
- 30. 4. 2011, 18:00 Olymp – Brno 2:3 (-20,16,-16,20,-11)

### Finále
(na tři vítězství)
VK Prostějov 3 : 0 SK UP Olomouc
- 23. 4. 2011, 17:00 Prostějov – Olomouc 3:0 (13,11,19)
- 27. 4. 2011, 17:00 Olomouc – Prostějov 1:3 (19,-13,-21,-21)
- 30. 4. 2011, 17:00 Prostějov – Olomouc 3:1 (23,-23,17,7)

## O umístění
skupina týmů poražených ve čtvrtfinále

### O 5. - 8. místo
(na dvě vítězství)
Volleyball club Slavia Praha 2 : 0 TJ Mittal Ostrava
- 09. 4. 2011, 17:00 Slávia – Ostrava 3:1 (-22,21,18,25)
- 16. 4. 2011, 18:00 Ostrava – Slávia 0:3 (-22,-22,-15)

PVK Přerov Precheza 1 : 2 TJ Sokol Frýdek-Místek
- 09. 4. 2011, 17:00 Přerov – Frýdek-Místek 3:1 (-22,16,14,19)
- 16. 4. 2011, 18:00 Frýdek-Místek – Přerov 3:2 (17,-24,21,-22,15)
- 20. 4. 2011, 17:00 Přerov – Frýdek-Místek 1:3 (-21,-21,10,-19)

### O 5. místo
(na dvě vítězství)
Volleyball club Slavia Praha 2 : 0 TJ Sokol Frýdek-Místek
- 23. 4. 2011, 17:00 Slavia – Frýdek-Místek 3:2 (-22,-20,14,15,5)
- 30. 4. 2011, 17:00 Frýdek-Místek – Slavia 0:3 (-14,-23,-19)

### O 7. místo
(na dvě vítězství)
PVK Přerov Precheza 2 : 0 TJ Mittal Ostrava
- 23. 4. 2011, 17:00 Přerov – Ostrava 3:2 (25,-15,19,-24,8)
- 30. 4. 2011, 17:00 Ostrava – Přerov 2:3 (15,-21,21,-18,-11)

## Konečná tabulka
Konečná tabulka po vyřazovacích bojích
| Pořadí | Tým                          |
| ------ | ---------------------------- |
| 1.     | VK Prostějov                 |
| 2.     | SK UP Olomouc                |
| 3.     | VK KP Brno                   |
| 4.     | PVK Olymp Praha              |
| 5.     | Volleyball club Slavia Praha |
| 6.     | TJ Sokol Frýdek-Místek       |
| 7.     | PVK Přerov Precheza          |
| 8.     | TJ Mittal Ostrava            |
| 9.     | VK TU Liberec                |

## Hráčky mistrovského týmu
mistryně extraligy 2010/11

## Baráž
| Poř. | Tým                  | Záp. | Výh. | Por. | Sety  | Míče      | Body | Poznámka             |
| ---- | -------------------- | ---- | ---- | ---- | ----- | --------- | ---- | -------------------- |
| 1.   | TJ Sokol Šternberk   | 4    | 3    | 1    | 9 : 3 | 301 : 257 | 7    | zůstává v extralize  |
| 2.   | TJ Tatran Střešovice | 4    | 2    | 2    | 6 : 6 | 265 : 257 | 6    | zůstává v extralize  |
| 3.   | SG LD Brno           | 4    | 1    | 3    | 3 : 9 | 243 : 295 | 5    | sestupuje do 1. ligy |

- 02. 4. 2011 18:00, Šternberk – SG LD Brno  3:0 (23,21,23)
- 03. 4. 2011 18:00, Šternberk – Střešovice   3:0 (24,10,16)
- 09. 4. 2011 17:00, Střešovice – Šternberk  3:0 (22,24,23)
- 10. 4. 2011 17:00, Střešovice – SG LD Brno  3:0 (15,13,9)
- 16. 4. 2011 17:00, SG LD Brno – Střešovice  3:0 (22,22,20)
- 17. 4. 2011 17:00, SG LD Brno – Šternberk  0:3 (-13,-22,-29)